# Hernâni dos Anjos Moás
Hernâni dos Anjos Moás CvA (m. Fevereiro de 2025) foi um coronel português da Guarda Nacional Republicana.

## Biografia
Esteve integrado na Guarda Nacional Republicana, tendo feito parte do Regimento de Cavalaria de 1971 a 1972 e de 1981 a 1983. Entre 1986 e 1988 foi chefe da Repartição de Informação Interna e Relações Públicas. Foi comandante da Brigada Territorial N.º 3, posteriormente convertida no Comando Territorial de Évora, entre 3 de Fevereiro de 1997 e 18 de Junho de 2000. Durante este período, destaca-se o seu comando durante uma manifestação de agricultores em Ourique, em Setembro de 1998, tendo sido elogiado pelo Ministro da Administração Interna pela forma como conduziu a conduta dos militares, «com total respeito pela legalidade democrática».
Em 22 de Junho de 1982 foi condecorado com o grau de cavaleiro da Ordem Militar de Avis.
Em 27 de Julho de 2000 recebeu um louvor oficial do Ministro da Administração Interna, Fernando Manuel dos Santos Gomes, «pelo muito mérito dos serviços que prestou à causa da segurança pública nos três anos e meio de comando da Brigada n.º 3 da Guarda Nacional Republicana». No documento recordou-se a forma como Hernâni dos Anjos Moás se tornou «num símbolo dos bons princípios que a camaradagem, quando sã, cultiva, não abdicando, é certo, da exigência e firmeza, mas dando parte de trato aberto, franco e amistoso, que desde logo lhe granjeava estima e apreço», tendo sido descrito como um «oficial de forte carácter, de elevado dinamismo, extremamente humano», com um «profundo sentido da responsabilidade». Concluiu afirmando que «a presença do coronel Moás à frente da Brigada n.º 3 foi em todos os casos, aliás, um exemplo eminente de ponderação, entusiasmo e entrega, afirmado exuberantemente no domínio operacional, mas também na administração de sua unidade. Aí emergiu, uma vez mais, o seu humanismo, que o levava a distinguir o homem para além do militar, com a preocupação de garantir-lhe condições adequadas ao bom desempenho da missão, preocupação a revelar-se, além do mais, no intenso empenhamento com que se dedicou à renovação e melhormaento de instalações em toda a área da Brigada».
Faleceu em Fevereiro de 2025.